# نین‌گال
نینگال ("بانوی بزرگ") ایزدبانو‌یی در افسانه‌های سومری است، او دختر انکی و نینگیکورگا و همسر خدای ماه، سین و مادر ادد می‌باشد، او عمدتاً در اور به رسمیت شناخته شد و احتمالاً اولین بار توسط دامداران گاو در سرزمین مردابی جنوب بین‌النهرین پرستش می‌شده‌است.
در زیر به خط میخی اکدی در املا نام نینگال آمده‌است (از چپ به راست):

گال به معنی بزرگ (ارشد، مهم)
نین به معنی بانو
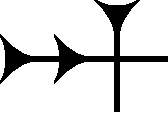
صفت الهی